# 北海道道575号鵡川停車場線
北海道道575号鵡川停車場線（ほっかいどうどう575ごう むかわていしゃじょうせん）は、北海道勇払郡むかわ町内を結ぶ一般道道（北海道道）である。

## 概要

### 路線データ
- 起点：北海道勇払郡むかわ町末広1丁目（JR北海道 日高本線 鵡川駅）
- 終点：北海道勇払郡むかわ町末広2丁目（北海道道10号千歳鵡川線交点）
- 路線延長：0.5 km

## 歴史
- 1967年（昭和42年）3月31日 路線認定[1]。

## 地理

### 通過する自治体
- 胆振総合振興局
  - 勇払郡むかわ町

### 交差する道路
むかわ町
- 北海道道10号千歳鵡川線 - 末広2丁目（終点）

### 沿線にある施設など
むかわ町
- Aコープセレス店 - 末広2丁目125
- カネダイ大野商店 - 美幸2丁目42